# Hans Hinrich Biesterfeldt
Hans Hinrich Biesterfeldt (* 6. Juni 1943 in Göttingen) ist ein deutscher Arabist.

## Leben
Biesterfeldt wurde 1970 mit der Edition einer arabischen Übersetzung der galenischen Schrift Quod animi mores corporis temperamenta sequuntur an der Universität Göttingen promoviert. Danach war er Referent am Orient-Institut der Deutschen Morgenländischen Gesellschaft in Beirut. 1985 habilitierte er sich an der Ruhr-Universität Bochum für Orientalistik. Von 1985 bis 2008 war er Leiter des "Arabicums" am Landesspracheninstitut NRW in Bochum. Später wurde er zum außerplanmäßigen Professor für Arabistik ernannt. Seit 2008 befindet er sich im Ruhestand. Zusammen mit Sebastian Günther ist er Herausgeber der Reihe "Islamic History and Civilization" (Leiden: Brill).
Forschungsschwerpunkte Biesterfeldts liegen im Bereich der Graeco-Arabica (Galen-Übersetzung, medizinische Terminologie, graeco-arabische Lexikographie im Rahmen der Erarbeitung des Greek and Arabic Lexicon von Gerhard Endress und Dimitri Gutas) und der arabisch-islamischen Enzyklopädistik und Wissenschaftskultur.

## Schriften (Auswahl)
- (Hrsg.): Galens Traktat Dass die Kräfte der Seele den Mischungen des Körpers folgen in arabischer Übersetzung. Franz Steiner Verlag, Stuttgart 1973 (Abhandlungen für die Kunde des Morgenlandes, Bd. 40, 4). – Veröffentlichung der Dissertation Göttingen 1970.
- Ibn Farīġūn's chapter on Arabic grammar in his Compendium of the sciences. In: Kees Versteegh, Michael G. Carter (Hrsg.), Studies in the history of Arabic grammar II: Proceedings of the second symposium on the history of Arabic Grammar, Nijmegen, 27 April–1 May, 1987. John Benjamins Publishing Company, Amsterdam 1990, S. 49–56.
- Zur medizinischen Terminologie des arabisch-islamischen Mittelalters. In: Danielle Jacquart (Hrsg.), La formation du vocabulaire scientifique et intellectuel dans le Monde arabe. Éditions Brepols, Turnhout 1994, 66–90.
- Das reine Arabisch. In: Das Mittelalter 2/1 (1997), S. 15–28.
- Arabisch-islamische Enzyklopädien. Formen und Funktionen. In: Christel Meier (Hrsg.): Die Enzyklopädie im Wandel vom Hochmittelalter bis zur frühen Neuzeit. Fink, München 2002, S. 43–84.
- Hellenistische Wissenschaften und arabisch-islamische Kultur. In: Jürgen Dummer, Meinolf Vielberg (Hrsg.), Leitbild Wissenschaft? Franz Steiner Verlag, Stuttgart 2003 (Altertumswissenschaftliches Kolloquium. Interdisziplinäre Studien zur Antike und zu Ihrem Nachleben, Bd. 8), S. 9–37 online
- Beitrag in: Ein wildes Volk ist es ... Predigt (Ps.-Athanasius). Koptisch-arabisch-deutsche Textausgabe mit Anmerkungen von Detlev Groddek, Theodor Lindken, Heinz Schaefer. Mit einem Beitrag von Hans Hinrich Biesterfeldt. Oros Verlag, Altenberge 2004 (Corpus Islamo-Christianum, Series Coptica, Bd. 1).
- Gerhard Endress zum 65. Geburtstag. In: Rüdiger Arnzen, Jörn Thielmann (Hrsg.): Words, Texts and Concepts Cruising the Mediterranean Sea. Studies on the sources, contents and influences of Islamic civilization and Arabic philosophy and science dedicated to Gerhard Endress on his sixty-fifth birthday. Peeters, Leuven – Paris – Dudley, MA 2004, S. XV-XIX online.
- Enzyklopädie und belles lettres im arabisch-islamischen Mittelalter. In: Theo Stammen, Wolfgang Weber (Hrsg.), Wissenssicherung, Wissensordnung und Wissensverarbeitung. Akademie Verlag, Berlin 2004 (Colloquia Augustana, Bd. 18), S. 71–80, online
- Ibn Farīghūn on communication. In: Peter Adamson (Hrsg.), In the Age of al-Fārābī: Arabic Philosophy in the Fourth/Tenth century. Warburg Institute, London 2008, S. 265–276.